# Manel de la Rosa
Manel de la Rosa Mileo (Barcelona, 1961) es un escritor y profesor de escritura al Ateneo Barcelonés, donde en la actualidad enseña técnicas narrativas y novela. Compagina la escritura y la docencia con actividades como el oficio de lutier de guitarras eléctricas y desarrollador de software libre. Fue escogido como en Nuevo Talento FNAC de la literatura catalana en 2012.

## Obra literaria
- 2007: L'holandès, dentro del III Premi de Narrativa Breu Districte V, (Castelló : Ellago) ISBN 9788496720381
- 2012: Cada color d'un riu, (Barcelona : Edicions del Periscopi) ISBN 9788494049019